# Gurbangeldi Batyrow
Gurbangeldi Batyrow é um jogador de futebol do Turcomenistão que atua pela equipe do Altyn Asyr,[carece de fontes?] clube da cidade de Ashgabat que Disputa a primeira divisão do Campeonato Turcomeno de Futebol. Foi campeão do Campeonato Turcomeno de 2017 pelo Altyn Asyr.